# Tananai
 (avril 2023).
 (avril 2023).
La mise en forme du texte ne suit pas les recommandations de Wikipédia : il faut le « wikifier ».
Les points d'amélioration suivants sont les cas les plus fréquents. Le détail des points à revoir est peut-être précisé sur la page de discussion.
- Les titres sont pré-formatés par le logiciel. Ils ne sont ni en capitales, ni en gras.
- Le texte ne doit pas être écrit en capitales (les noms de famille non plus), ni en gras, ni en italique, ni en « petit »…
- Le gras n'est utilisé que pour surligner le titre de l'article dans l'introduction, une seule fois.
- L'italique est rarement utilisé : mots en langue étrangère, titres d'œuvres, noms de bateaux, etc.
- Les citations ne sont pas en italique mais en corps de texte normal. Elles sont entourées par des guillemets français : « et ».
- Les listes à puces sont à éviter, des paragraphes rédigés étant largement préférés. Les tableaux sont à réserver à la présentation de données structurées (résultats, etc.).
- Les appels de note de bas de page (petits chiffres en exposant, introduits par l'outil «  Source ») sont à placer entre la fin de phrase et le point final[comme ça].
- Les liens internes (vers d'autres articles de Wikipédia) sont à choisir avec parcimonie. Créez des liens vers des articles approfondissant le sujet. Les termes génériques sans rapport avec le sujet sont à éviter, ainsi que les répétitions de liens vers un même terme.
- Les liens externes sont à placer uniquement dans une section « Liens externes », à la fin de l'article. Ces liens sont à choisir avec parcimonie suivant les règles définies. Si un lien sert de source à l'article, son insertion dans le texte est à faire par les notes de bas de page.
- La présentation des références doit suivre les conventions bibliographiques. Il est recommandé d'utiliser les modèles {{Ouvrage}}, {{Chapitre}}, {{Article}}, {{Lien web}} et/ou {{Bibliographie}}. Le mode d'édition visuel peut mettre en forme automatiquement les références.
- Insérer une infobox (cadre d'informations à droite) n'est pas obligatoire pour parachever la mise en page.

Pour une aide détaillée, merci de consulter Aide:Wikification.
Si vous pensez que ces points ont été résolus, vous pouvez retirer ce bandeau et améliorer la mise en forme d'un autre article.
Alberto Cotta Ramusino, dit Tananai , né le 8 mai 1995 à Milan, est un chanteur et producteur discographique italien.
Tananai commence sa carrière musicale en 2014 sous le pseudonyme Not for Us. Il produit principalement de la musique électronique. À partir de 2018, il s'oriente vers le genre pop sous le pseudonyme Tananai. Il devient célèbre au Festival de Sanremo 2022 : sa chanson Occasional sex rentre dans le top 10 FIMI, à la dernière place. L'été de la même année, il est à la première place du classement FIMI avec le single La dolce vita, avec Fedez et Mara Sattei. Il remporte également le Power Hits Estate 2022. Il prend part au Sanremo 2023 avec Tango. Sa chanson  se classe cinquième au classement final.

## Biographie
Alberto Cotta Ramusino est né en 1995 à Milan et a grandi à Cologno Monzese. Il revient dans sa ville en 2015.
Il débute sous le pseudonyme Not for Us, encore adolescent et étudiant au lycée scientifique de l'Institut d'État d'enseignement supérieur Léonard de Vinci. Il commence à composer ses premières productions musicales dans sa chambre et, via son profil SoundCloud, il publie en 2014 un remix de Swimming Pools (Drank) de Kendrick Lamar,. En 2015, il s'inscrit en architecture à l'École polytechnique de Milan. Il concourt aussi à Top DJ, atteignant la finale et terminant troisième, obtenant ainsi un contrat d'enregistrement en tant que producteur et auteur. La même année, il sort A Diamond, sa première production originale grâce à un contrat avec Sony Music et Columbia Records Italia. Le single présente Anna McDougal au chant. Le 6 juillet 2015, Not for Us a sorti le single sur sa chaîne Vevo, YouTube et les plateformes de streaming. Entretemps, il fréquente le cours de design architectural à l'école polytechnique de Milan, qu'il abandonne en 2017 pour se consacrer exclusivement à sa carrière musicale.
En 2016, il collabore avec l'artiste norvégienne Astrid S pour un remix de la chanson Hurts So Good. Le 19 novembre, il fait partie des artistes qui ouvrent le JD set Pendulum à La Fabrique de Milan,. La même année, il collabore avec Nike pour la bande originale de publicités et le lancement de la nouvelle collection ACG par NikeLab.
En 2017, il change de label et passe à un contrat d'enregistrement avec Universal Music Italia,, avec lequel il sort son premier album To Discover and Forget sous le pseudonyme Not for Us. Après la sortie de l'album, l'artiste a commencé à travailler principalement sur la production musicale pour divers artistes italiens. Sa carrière musicale d'auteur-compositeur-interprète débute cependant en 2017 grâce à la nouvelle politique musicale de la nouvelle direction du disque,. Il fait son début avec son premier single Volersi male sous le pseudonyme Tananai (qui reprend un terme en lombard, « petite peste », que son grand-père utilisait pour s'adresser à lui en plaisantant).
En 2020, il sort le single June, qui anticipe la sortie du premier EP intitulé Piccoli boati et sorti le 21 février. L'année suivante, il sort Baby Goddamn, un single devenu viral sur Spotify Italie, et atteint la première position, suivi de Maleducazione et de la chanson Le madre degli altri, en collaboration avec Fedez, inclus dans l'album Disumano.
En novembre 2021, il a été confirmé comme l'un des douze artistes prenant parti à Sanremo Giovani 2021, un festival de musique qui a sélectionné trois artistes émergents pour le 72e Festival de Sanremo,. Tananai se classe deuxième avec la chanson Esagerata, qui lui a permis de participer au festival avec la chanson Occasional sex, écrite avec Davide Simonetta, Paolo Antonacci et Alessandro Raina,, chanson avec laquelle, à la fin du concours musical, il atteint la dernière place du classement (25). À la suite du succès obtenu, il a été invité au programme Soliti ignoti, à nouveau animé par Amadeus, avec Mahmood et Blanco, gagnants du Festival de Sanremo de cette année-là avec la chanson Brividi,.
En 2022, sa première tournée est reprogrammée avec des arrêts dans toute l'Italie, tandis que les dates de Milan et Rome - déjà sold out pendant le Festival de Sanremo - sont reprogrammées dans des lieux plus grands et avec des dates doubles, qui sont de nouveau sold out,. En mars, il est animateur et co-animateur d'un épisode de l'émission Le Iene, où il fait un monologue motivant. Pendant ce temps, les singles Casual Sex et Baby Goddamn sont tous deux certifiés disque d'or et plus tard, platine. Début avril, ce dernier single atteint le sommet du classement Spotify, gagnant la place occupée par le duo Mahmood et Blanco depuis des mois. Le 3 juin 2022, sort le single La dolce vita de Fedez, qui voit la collaboration de Tananai et Mara Sattei ; la chanson a atteint le sommet du classement des singles les plus vendus en Italie et a été certifiée or après trois semaines. Le 31 août 2022, il remporte le prix Power Hits Estate 2022. Le 28 juin, il participe au concert caritatif Love Mi, organisé par Fedez et J-Ax afin de récolter des fonds pour l'association Tog-Together To Go. Le 1er juillet, il sort le single Pasta, dans lequel il reprend les sonorités électroniques caractéristiques de l'époque à laquelle il était connu sous le nom de Not for Us. Le 30 septembre 2022, il apparaît sur le deuxième album de l'artiste Thasup, dans le single Scialla. Le 9 octobre 2022, après avoir brièvement désactivé ses profils sur les réseaux sociaux, il annonce son nouveau single Abissale. Le 25 novembre, il sort son premier album Rave, eclipse, tandis que le 2 décembre, il fait partie des invités de l'album X2 de Sick Luke avec Bnkr44 . Le 4 décembre, Amadeus annonce sa participation au 73e Festival de Sanremo avec la chanson Tango, terminant finalement à la cinquième place.

## Vie privée
Après son succès chez TOP DJ en 2014, Tananai a déménagé de Cologno Monzese, où il vivait avec sa famille , à Milan.
Il a déclaré qu'il souffrait d'obésité et qu'il était victime d'intimidation,.

## Discographie

### Album
- 2017 : To Discover and Forget (come Not for Us)
- 2022 : Rave, eclissi
- 2024 : Calmocobra

### EP
- 2020 : Piccoli boati

### Singles
Come Not for Us
- 2015 : A Diamond (feat. Anna McDougal)
- 2016 : Knit Me a Coffin (feat. Chance Fisher)
- 2016 : Remember (feat. Ben Alessi)
- 2017 : You Told Me
- 2017 : Days (feat. Jamie Sung)

Comme Tananai
- 2018 : Volersi male
- 2019 : Ichnusa
- 2019 : Bear Grylls
- 2019 : Calcutta
- 2020 : Giugno
- 2021 : Baby Goddamn
- 2021 : Maleducazione
- 2021 : Esagerata
- 2022 : Sesso occasionale
- 2022 : Comincia tu (avec Rosa Chemical)
- 2022 : La dolce vita (avec Fedez et Mara Sattei)
- 2022 : Pasta
- 2022 : Abissale
- 2023 : Tango

### Collaborations
- 2016 : Astrid S - Hurts So Good (Pas pour nous Remix)
- 2021 : Fedez feat. Tananai – Le mamme degli altri (de Disumano)
- 2022 : VillaBanks feat. Tananai - Essere me (de Sex Festival )
- 2022 : Thasup feat. Tananai - Scialla (du Carattere speciale)
- 2022 : Sick Luke feat. Tananai & Bnkr44 – Domani ti chiamo (depuis X2 Deluxe )
- 2023 : Biagio Antonacci feat. Tananai & Don Joe - Sognami